# Zminac
Zminac este un sat din comuna Bijelo Polje, Muntenegru. Conform recensământului din 2011 are 200 de locuitori (la recensământul din 2003 erau 215 locuitori).

## Demografie
În satul Zminac locuiesc 150 de persoane adulte, iar vârsta medie a populației este de 35,2 de ani (33,3 la bărbați și 37,4 la femei). În localitate sunt 52 de gospodării, iar numărul mediu de membri în gospodărie este de 4,12.
Populația localității este foarte eterogenă.
|  |

| Demografie | Demografie | Demografie |
| An         | Locuitori  | Locuitori  |
| ---------- | ---------- | ---------- |
|            |            |            |
|            |            |            |
|            |            |            |
|            |            |            |
| 1948       | 352        |            |
| 1953       | 433        |            |
| 1961       | 468        |            |
| 1971       | 468        |            |
| 1981       | 489        |            |
| 1991       | 360        | 348        |
| 2003       | 328        | 214        |

| \| Componența etnică conform recensământului din 2003[2] \| Componența etnică conform recensământului din 2003[2] \| Componența etnică conform recensământului din 2003[2] \| Componența etnică conform recensământului din 2003[2] \| Componența etnică conform recensământului din 2003[2] \| \| ----------------------------------------------------- \| ----------------------------------------------------- \| ----------------------------------------------------- \| ----------------------------------------------------- \| ----------------------------------------------------- \| \| \| \| \| \| \| \| Bosniaci \| Bosniaci \| \| 124 \| 57,94% \| \| Musulmani \| Musulmani \| \| 84 \| 39,25% \| \| Muntenegreni \| Muntenegreni \| \| 2 \| 0,93% \| \| necunoscută \| necunoscută \| \| 0 \| 0% \| |              |  |     |        |
| Componența etnică conform recensământului din 2003 |              |  |     |        |
| |              |  |     |        |
| Bosniaci | Bosniaci     |  | 124 | 57,94% |
| Musulmani | Musulmani    |  | 84  | 39,25% |
| Muntenegreni | Muntenegreni |  | 2   | 0,93%  |
| necunoscută | necunoscută  |  | 0   | 0%     |